# Chính phủ Việt Nam Dân chủ Cộng hòa 1964–1971
Chính phủ Việt Nam giai đoạn 1964-1971, còn được gọi là Chính phủ Quốc hội khóa III. Chính phủ khóa mới được phê chuẩn bởi cuộc bầu cử Quốc hội khóa III và được thông qua.
Trong giai đoạn này. Chính phủ chủ truơng tích cực tiến lên xây dựng Xã hội chủ nghĩa ở miền Bắc, trực tiếp đưa quân tình nguyện vào miền Nam, tiến hành kháng chiến chống Mỹ và Việt Nam Cộng hòa.
Giai đoạn này, chức vụ Tổng Bí thư do Lê Duẩn nắm giữ nên không có sự xáo trộn trong Chính phủ cho đến khi chủ tịch Hồ Chí Minh mất (2/9/1969).

## Thành lập
Kỳ họp thứ nhất Quốc hội khóa III khai mạc tại Hội trường Ba Đình, Hà Nội (27/6/1964). Tham dự kỳ họp có 429/455 đại biểu có mặt tại hội trường. Chủ tịch Uỷ ban Thường vụ Quốc hội Trường Chinh đọc diễn văn khai mạc Quốc hội khóa mới.
Ngày 3/7/1964, Quốc hội chính thức bầu và phê chuẩn lãnh đạo Nhà nước và Hội đồng Chính phủ mới.

## Hoạt động
"Quốc hội khóa III, được tổ chức theo Hiến pháp năm 1960, là Quốc hội của thời kỳ đất nước thực hiện cả hai chiến lược cách mạng.Một là công cuộc kháng chiến chống Mỹ cứu nước toàn dân,toàn quốc "tất cả cho tiền tuyến, tất cả để thắng giặc Mỹ xâm lược".Thứ hai, miền Bắc tiến hành công cuộc xây dựng chủ nghĩa xã hội trong khi miền Nam đẩy mạnh công cuộc đấu tranh giải phóng đất nước. Cao trào thi đua yêu nước vì Miền Nam dâng lên mạnh mẽ chưa từng có. 
Hoạt động Quốc hội đã đóng góp quan trọng vào việc hoàn thành nhiệm vụ khôi phục và xây dựng kinh tế ở miền Bắc, đẩy mạnh cuộc đấu tranh chống Mỹ cứu nước ở miền Nam. Quốc hội đã có những quyết sách phù hợp về dân chủ, quan tâm đến lợi ích nhiều mặt đời sống kinh tế xã hội hàng ngày của mọi tầng lớp nhân dân; góp phần làm củng cố và hiệu quả của chính quyền Nhà nước trong sự nghiệp xây dựng chủ nghĩa xã hội ở miền Bắc và giải phóng miền Nam, tiến tới thống nhất đất nước. Nhiệm kỳ của Quốc hội khóa III kéo dài từ tháng 6-1964 đến tháng 6-1971(thay vì là 26-4-1968) do hoàn cảnh chiến tranh diễn ra ác liệt trên phạm vi cả nước nên hoãn lại cuộc bầu cử Quốc hội khóa IV trong năm 1968." (Theo Quân đội nhân dân Việt Nam)

## Thành viên
| Chức vụ        | Trực thuộc                                              | Tên               | Chức vụ trong Đảng                                                            | Ghi chú khác                                                                                                |
| -------------- | ------------------------------------------------------- | ----------------- | ----------------------------------------------------------------------------- | --- |
| Thủ tướng      | Chính phủ                                               | Phạm Văn Đồng     | Ủy viên Bộ Chính trị                                                          | |
| Phó Thủ tướng  | Chính phủ                                               | Võ Nguyên Giáp    | Ủy viên Bộ Chính trị                                                          | |
| Phó Thủ tướng  | Chính phủ                                               | Phan Kế Toại      |                                                                               | |
| Phó Thủ tướng  | Chính phủ                                               | Lê Thanh Nghị     | Ủy viên Bộ Chính trị                                                          | |
| Phó Thủ tướng  | Chính phủ                                               | Phạm Hùng         | Ủy viên Bộ Chính trị Bí thư Ban Bí thư                                        | |
| Phó Thủ tướng  | Chính phủ                                               | Nguyễn Duy Trinh  | Ủy viên Bộ Chính trị                                                          | |
| Phó Thủ tướng  | Chính phủ                                               | Nguyễn Côn        | Ủy viên TW Đảng                                                               | từ 11/1967                                                                                                  |
| Phó Thủ tướng  | Chính phủ                                               | Đỗ Mười           | Ủy viên Trung ương Đảng                                                       | từ 12/1969                                                                                                  |
| Phó Thủ tướng  | Chính phủ                                               | Hoàng Anh         | Ủy viên Trung ương Đảng Bí thư Ban Bí thư                                     | từ 4/1971                                                                                                   |
| Bộ trưởng      | Phủ Thủ tướng                                           | Nguyễn Khang      | Ủy viên Trung ương Đảng                                                       | đến 4/1965                                                                                                  |
| Bộ trưởng      | Phủ Thủ tướng                                           | Trần Hữu Dực      | Ủy viên Trung ương Đảng                                                       | từ 4/1965                                                                                                   |
| Bộ trưởng      | Bộ Nội vụ                                               | Ung Văn Khiêm     | Ủy viên Trung ương Đảng                                                       | |
| Bộ trưởng      | Bộ Ngoại giao                                           | Xuân Thủy         | Ủy viên Trung ương Đảng                                                       | đến 4/1965                                                                                                  |
| Bộ trưởng      | Bộ Ngoại giao                                           | Nguyễn Duy Trinh  | Ủy viên Bộ Chính trị                                                          | Phó Thủ tướng kiêm chức từ 4/1965                                                                           |
| Bộ trưởng      | Bộ Quốc phòng                                           | Võ Nguyên Giáp    | Ủy viên Bộ Chính trị                                                          | Phó Thủ tướng kiêm chức                                                                                     |
| Bộ trưởng      | Bộ Công an                                              | Trần Quốc Hoàn    | Ủy viên Trung ương Đảng Ủy viên dự khuyết Bộ Chính trị                        | |
| Bộ trưởng      | Bộ Nông nghiệp                                          | Dương Quốc Chính  |                                                                               | đến 4/1965                                                                                                  |
| Bộ trưởng      | Bộ Nông nghiệp                                          | Hoàng Anh         | Ủy viên Trung ương Đảng Bí thư ban Bí thư                                     | từ 4/1965 đến 11/1967                                                                                       |
| Bộ trưởng      | Bộ Nông nghiệp                                          | Nguyễn Văn Lộc    | Ủy viên dự khuyết Trung ương Đảng                                             | từ 11/1967 đến 4/1971                                                                                       |
| Bộ trưởng      | Bộ Nông trường                                          | Nghiêm Xuân Yêm   |                                                                               | đến 4/1971                                                                                                  |
| Bộ trưởng      | Bộ Thủy lợi                                             | Hà Kế Tấn         | Ủy viên dự khuyết Trung ương Đảng                                             | |
| Bộ trưởng      | Bộ Công nghiệp nặng                                     | Nguyễn Văn Trân   | Ủy viên Trung ương Đảng Bí thư ban Bí thư                                     | đến 2/1967                                                                                                  |
| Bộ trưởng      | Bộ Công nghiệp nặng                                     | Lê Thanh Nghị     | Ủy viên Bộ Chính trị                                                          | Phó Thủ tướng kiêm chức từ 2/1967 đến 11/1967                                                               |
| Bộ trưởng      | Bộ Công nghiệp nặng                                     | Nguyễn Hữu Mai    | Ủy viên dự khuyết Trung ương Đảng                                             | từ 11/1967 đến 12/1969                                                                                      |
| Bộ trưởng      | Bộ Công nghiệp nhẹ                                      | Kha Vạng Cân      |                                                                               | |
| Bộ trưởng      | Bộ Kiến trúc                                            | Bùi Quang Tạo     | Ủy viên Trung ương Đảng                                                       | |
| Bộ trưởng      | Bộ Giao thông vận tải                                   | Phan Trọng Tuệ    | Ủy viên Trung ương Đảng                                                       | |
| Bộ trưởng      | Bộ Lao động                                             | Nguyễn Văn Tạo    |                                                                               | đến 10/1965                                                                                                 |
| Bộ trưởng      | Bộ Lao động                                             | Nguyễn Hữu Khiếu  | Ủy viên dự khuyết Trung ương Đảng                                             | từ 10/1965                                                                                                  |
| Bộ trưởng      | Bộ Tài chính                                            | Hoàng Anh         | Ủy viên Trung ương Đảng Bí thư Ban bí thư                                     | đến 4/1965                                                                                                  |
| Bộ trưởng      | Bộ Tài chính                                            | Đặng Việt Châu    |                                                                               | từ 4/1965                                                                                                   |
| Bộ trưởng      | Bộ Nội thương                                           | Nguyễn Thanh Bình | Ủy viên dự khuyết Trung ương Đảng                                             | đến 10/1966                                                                                                 |
| Bộ trưởng      | Bộ Nội thương                                           | Hoàng Quốc Thịnh  |                                                                               | Quyền Bộ trưởng từ 10/1966 đến 11/1967 là Bộ trưởng                                                         |
| Bộ trưởng      | Bộ Ngoại thương                                         | Phan Anh          |                                                                               | |
| Bộ trưởng      | Bộ Văn hóa                                              | Hoàng Minh Giám   |                                                                               | |
| Bộ trưởng      | Bộ Giáo dục                                             | Nguyễn Văn Huyên  |                                                                               | |
| Bộ trưởng      | Bộ Y tế                                                 | Phạm Ngọc Thạch   |                                                                               | đến 3/1969                                                                                                  |
| Bộ trưởng      | Bộ Y tế                                                 | Nguyễn Văn Hưởng  |                                                                               | từ 3/1969                                                                                                   |
| Bộ trưởng      | Phó Chủ nhiệm Ủy ban Kế hoạch Nhà nước                  | Nguyễn Văn Kha    |                                                                               | từ 12/1969                                                                                                  |
| Bộ trưởng      | Phó Chủ nhiệm Ủy ban Kế hoạch Nhà nước                  | Đặng Thí          |                                                                               | từ 12/1969                                                                                                  |
| Bộ trưởng      | Phó Chủ nhiệm Ủy ban Kế hoạch Nhà nước                  | Nguyễn Lam        | Ủy viên Trung ương Đảng                                                       | từ 12/1969                                                                                                  |
| Bộ trưởng      | Bộ Điện và Than                                         | Nguyễn Hữu Mai    | Ủy viên dự khuyết Trung ương Đảng                                             | từ 12/1969, sau khi thành lập Bộ                                                                            |
| Bộ trưởng      | Bộ Cơ khí và Luyện kim                                  | Đinh Đức Thiện    | Ủy viên dự khuyết Trung ương Đảng                                             | Từ 12/1969, sau khi thành lập Bộ                                                                            |
| Bộ trưởng      | Bộ Đại học và Trung học chuyên nghiệp                   | Tạ Quang Bửu      |                                                                               | từ 10/1965, sau khi thành lập Bộ                                                                            |
| Bộ trưởng      | Bộ Lương thực và Thực phẩm                              | Ngô Minh Loan     | Ủy viên dự khuyết Trung ương Đảng                                             | từ 12-1969, sau khi thành lập Bộ                                                                            |
| Bộ trưởng      | Bộ Vật tư                                               | Trần Danh Tuyên   | Ủy viên dự khuyết Trung ương Đảng                                             | từ 12/1969, sau khi thành lập Bộ                                                                            |
| Bộ trưởng      | Phó Chủ nhiệm thường trực Ủy ban Nông nghiệp Trung ương | Nghiêm Xuân Yêm   |                                                                               | đến 4/1971                                                                                                  |
| Bộ trưởng      | Phó Chủ nhiệm thường trực Ủy ban Nông nghiệp Trung ương | Nguyễn Văn Lộc    | Ủy viên dự khuyết Trung ương Đảng                                             | từ 4/1971                                                                                                   |
| Chủ nhiệm      | Văn phòng Nông nghiệp                                   | Trần Hữu Dực      |                                                                               | đến 4/1965                                                                                                  |
| Chủ nhiệm      | Văn phòng Nông nghiệp                                   | Hoàng Anh         | Ủy viên Trung ương Đảng Bí thư Ban bí thư                                     | từ 4/1965 đến 12/1969                                                                                       |
| Chủ nhiệm      | Văn phòng Công nghiệp                                   | Lê Thanh Nghị     | Ủy viên Bộ Chính trị                                                          | đến 2/1967                                                                                                  |
| Chủ nhiệm      | Văn phòng Công nghiệp                                   | Trần Danh Tuyên   | Ủy viên dự khuyết Trung ương Đảng                                             | từ 1967 đến 12/1969                                                                                         |
| Chủ nhiệm      | Văn phòng Tài chính-Thương nghiệp                       | Phạm Hùng         | Ủy viên Bộ Chính trị Bí thư Ban Bí thư \|\|Phó Thủ tướng kiêm chức đến 4/1966 | |
| Chủ nhiệm      | Văn phòng Tài chính-Thương nghiệp                       | Nguyễn Thanh Bình | Ủy viên Trung ương Đảng                                                       | từ 4/1966 đến 12/1969                                                                                       |
| Chủ nhiệm      | Văn phòng Nội chính                                     | Trần Quốc Hoàn    | Ủy viên Trung ương Đảng Ủy viên dự khuyết Bộ Chính trị                        | đến 10/1965                                                                                                 |
| Chủ nhiệm      | Văn phòng Nội chính                                     | Nguyễn Văn Tạo    |                                                                               | từ 10/1965                                                                                                  |
| Chủ nhiệm      | Văn phòng Văn giáo                                      | Lê Liêm           | Ủy viên dự khuyết Trung ương Đảng                                             | đến 10/1965                                                                                                 |
| Chủ nhiệm      | Văn phòng Văn giáo                                      | Trần Quang Huy    | Ủy viên dự khuyết Trung ương Đảng                                             | từ 10/1965                                                                                                  |
| Chủ nhiệm      | Văn phòng Kinh tế Phủ Thủ tướng                         | Đỗ Mười           | Ủy viên Trung ương Đảng                                                       | Phó Thủ tướng kiêm chức từ 12/1969, sau khi sáp nhập ba Văn phòng Nông, Công nghiệp,Tài chính-Thương nghiệp |
| Chủ nhiệm      | Ủy ban Kế hoạch Nhà nước                                | Nguyễn Duy Trinh  | Ủy viên Bộ Chính trị                                                          | Phó Thủ tướng kiêm chức đến 4/1965                                                                          |
| Chủ nhiệm      | Ủy ban Kế hoạch Nhà nước                                | Nguyễn Côn        | Ủy viên Trung ương Đảng                                                       | từ 4/1965                                                                                                   |
| Chủ nhiệm      | Ủy ban Khoa học Nhà nước                                | Nguyễn Duy Trinh  | Ủy viên Bộ Chính trị                                                          | Phó Thủ tướng kiêm chức đến 10/1965, sau khi Ủy ban Khoa học Nhà nước tách thành hai cơ quan                |
| Chủ nhiệm      | Ủy ban Khoa học và Kỹ thuật Nhà nước                    | Trần Đại Nghĩa    |                                                                               | từ 10/1965                                                                                                  |
| Chủ nhiệm      | Ủy ban Dân tộc                                          | Lê Quảng Ba       | Ủy viên Trung ương Đảng                                                       | |
| Chủ nhiệm      | Ủy ban Thanh tra Chính phủ                              | Nguyễn Thanh Bình | Ủy viên Trung ương Đảng                                                       | từ 12/1969,sau khi thành lập Ủy ban                                                                         |
| Chủ nhiệm      | Ủy ban Thống nhất                                       | Nguyễn Văn Vịnh   | Ủy viên dự khuyết Trung ương Đảng                                             | |
| Chủ nhiệm      | Ủy ban Kiến thiết cơ bản Nhà nước                       | Trần Đại Nghĩa    |                                                                               | |
| Chủ nhiệm      | Ủy ban Vật giá Nhà nước                                 | Phạm Hùng         | Ủy viên Bộ Chính trị Bí thư Ban Bí thư                                        | Phó Thủ tướng kiêm chức từ 4-1965, sau khi thành lập Ủy ban, đến 10/1966                                    |
| Chủ nhiệm      | Ủy ban Vật giá Nhà nước                                 | Nguyễn Thanh Bình | Ủy viên Trung ương Đảng                                                       | từ 10/1966 đến 11/1967                                                                                      |
| Chủ nhiệm      | Ủy ban Vật giá Nhà nước                                 | Đỗ Mười           | Ủy viên Trung ương Đảng                                                       | từ 11/1967                                                                                                  |
| Chủ nhiệm      | Ủy ban Nông nghiệp Trung ương                           | Hoàng Anh         | Ủy viên Trung ương Đảng Bí thư Ban Bí thư                                     | Phó Thủ tướng kiêm chức, sau khi thành lập Ủy ban, từ 4-1971                                                |
| Tổng Thanh tra | Ủy ban Thanh tra của Chính phủ                          | Nguyễn Lương Bằng | Ủy viên Trung ương Đảng                                                       | đến 9/1969                                                                                                  |
| Tổng giám đốc  | Ngân hàng Nhà nước Việt Nam                             | Tạ Hoàng Cơ       |                                                                               | |